# Vollständiger Finanzplan
Ein Vollständiger Finanzplan (VOFI; im Englischen als Visualization of Financial Implications bezeichnet) ist ein Instrument der Investitionsrechnung und -planung. Die Grundeigenschaften des tabellarisch aufgebauten VOFI sind Transparenz und Ausbaufähigkeit, wodurch dieses Instrument eine immer weitere Verwendung findet vor dem Hintergrund der zunehmenden Transparenzforderungen im Unternehmensumfeld.

## Überblick
Aus einem VOFI lassen sich alle anderen Kennziffern der dynamischen Methoden der Investitionsrechnung extrahieren. Dadurch gibt er die Möglichkeit, die Nachteile und Prämissen der klassischen Methoden der Investitionsrechnung zu „entlarven“. Im Gegensatz zu den klassischen statischen und dynamischen Methoden werden mit dem VOFI Zinsen und Steuern genau berechnet, was für die Investitionsrechnung besonders wichtig ist, da sie auf Ein- und Auszahlungen basiert. Daraus ergibt sich ein weiteres besonderes Merkmal des VOFI: Der schwer errechenbare Kalkulationszinsfuß der klassischen statischen und dynamischen Investitionsmethoden muss nicht mehr berechnet werden und die Investitionsrechnungen sind somit wesentlich präziser.
Die Entwicklung und wissenschaftliche Fundierung des VOFIs beruht auf der Dissertation von Karl-Werner Schulte an der Wirtschaftswissenschaftlichen Fakultät der Universität Münster im Jahre 1974. In seinem Lehrbuch „Wirtschaftlichkeitsrechnung“ [erschienen 1978, in 4. Auflage 1986] wurde der VOFI-Ansatz auch einer breiteren akademischen Leserschaft bekannt. Seine Weiterentwicklung, insbesondere mit neuen technischen Möglichkeiten und seine Etablierung als Controlling-Werkzeug wurde maßgeblich von Heinz Lothar Grob und seinem Lehrstuhlteam an der Westfälischen Wilhelms-Universität in Münster geleistet.

## Konzeptionelles Schema eines Standard-VOFI
| t = 0 … t = n                   |
| ------------------------------- |
| Zahlungsfolge der Investition   |
| Eigenkapitaldispositionen       |
| Fremdkapitaldispositionen       |
| Re- und Ergänzungsdispositionen |
| Ertragssteuerzahlungen          |
| Finanzierungssaldo von 0        |
| Kredit- und Guthabenbestände    |

## Beispiel für einen einfachen Standard-VOFI
Datenbasis zum Beispiel (Alle Werte sind ganzzahlig gerundet):
- Investition verursacht im Zeitpunkt 0 eine Anschaffungsauszahlung von 12000 Euro.
- Sie wird linear über 5 Jahre abgeschrieben.
- Am Ende gibt es keinen Liquidationserlös.
- Die Zahlungsfolge zu den Zeitpunkten {\displaystyle t=1,\dotsc ,t=5} der Investition gibt die zukünftigen Ein- und Auszahlungen an, die durch die Investition verursacht werden.
- Das verfügbare Eigenkapital beträgt 5000 Euro.
- Es ist jederzeit ein unbegrenzter Kontokorrentkredit zu einem Zinssatz von 10 % aufnehmbar.
- Ertragsüberschüsse können zu einem Zinssatz von 5 % angelegt werden.
- Der Ertragssteuersatz beträgt 50 %.

| Zeitpunkt                     | 0      | 1     | 2     | 3     | 4     | 5      |
| ----------------------------- | ------ | ----- | ----- | ----- | ----- | ------ |
| Zahlungsfolge der Investition | -12000 | -6000 | 7000  | 10000 | 4000  | 9000   |
| Eigenkapital                  |        |       |       |       |       |        |
| Anfangsbestand                | 5000   |       |       |       |       |        |
| -Entnahme                     |        |       |       |       |       |        |
| +Einlage                      |        |       |       |       |       |        |
| Konto-Korrentkredit           |        |       |       |       |       |        |
| +Aufnahme                     | 7000   | 2150  |       |       |       |        |
| -Tilgung                      |        |       | 4242  | 4908  |       |        |
| -Sollzinsen                   |        | 700   | 915   | 491   |       |        |
| Standard-Anlage               |        |       |       |       |       |        |
| -Anlage                       |        |       |       | 1046  | 3226  | 5807   |
| +Auflösung                    |        |       |       |       |       |        |
| +Habenszinsen                 |        |       |       |       | 52    | 214    |
| Steuerzahlungen               |        |       |       |       |       |        |
| -Auszahlung                   |        |       | 1843  | 3555  | 826   | 3407   |
| +Erstattung                   |        | 4550  |       |       |       |        |
| Finanzierungssaldo            | 0      | 0     | 0     | 0     | 0     | 0      |
| Bestandsgrößen                |        |       |       |       |       |        |
| Kontokorrent-Kreditstand      | 7000   | 9150  | 4908  | 0     | 0     | 0      |
| Guthabenstand                 | 0      | 0     | 0     | 1046  | 4272  | 10079  |
| Bestandssaldo                 | -7000  | -9150 | -4908 | +1046 | +4272 | +10079 |

Nebenrechnung zur Berechnung der Abschreibungen
| Zeitpunkt                      | 1     | 2    | 3    | 4    | 5    |
| Buchwert zum Beginn des Jahres | 12000 | 9600 | 7200 | 4800 | 2400 |
| - Abschreibung (20 %)          | 2400  | 2400 | 2400 | 2400 | 2400 |
| Buchwert zum Ende des Jahres   | 9600  | 7200 | 4800 | 2400 | 0    |

Nebenrechnung zur Berechnung der Ertragssteuern
| Zeitpunkt                  | 1     | 2    | 3     | 4    | 5    |
| Ertragssteuermultiplikator | 50 %  | 50 % | 50 %  | 50 % | 50 % |
| Ertragsüberschuss          | -6000 | 7000 | 10000 | 4000 | 9000 |
| -Abschreibung              | 2400  | 2400 | 2400  | 2400 | 2400 |
| -Zinsaufwand               | 700   | 915  | 491   | 0    | 0    |
| +Zinsertrag                | 0     | 0    | 0     | 52   | 214  |
| Steuerbemessungsgrundlage  | -9100 | 3685 | 7109  | 1652 | 6814 |
| Auszahlung                 |       | 1843 | 3555  | 826  | 3407 |
| Erstattung                 | 4550  |      |       |      |      |

## Kritik
Die betriebswirtschaftliche Problematik des VOFIs liegt in der mangelnden Zurechenbarkeit von Finanzierungsvorgängen auf die betrachtete Investition. Wegen der Unteilbarkeit der finanziellen Sphäre einer Unternehmung ist eine Planung für einzelne Investitionsobjekte logisch nicht haltbar.

## Steuern
Steuererstattungen im VOFI sind dahingehend zu interpretieren, dass Verluste einer Investition in einer Periode zur Minderung des gesamten Unternehmensgewinns führen (der voll besteuert wird) und somit die Steuerschuld senken.

## VOFI-spezifische Kennzahlen

### Anfangswert
siehe Barwert

### Endwert
Der natürliche Zielwert des VOFI ist der Endwert der Investition, der sich am Bestandssaldo der letzten Periode ablesen lässt.  Dieser Wert ist mit dem Endwert der Opportunität zu vergleichen. Ist die Differenz positiv, so gilt die Investition als vorteilhaft. Der Endwert der Opportunität berechnet sich durch Verzinsung des zu Anfang vorhandenen Eigenkapitals zu dem Zinssatz der Reinvestition der Ertragsüberschüsse.
{\displaystyle \Delta EW=EW^{M}-EW^{O}}
In dem Beispiel (Verzinsung der anfangs vorhandenen, eigenen liquiden Mittel zum Reinvestitionssatz 5 %, abzüglich Ertragssteuern):
{\displaystyle EW^{O}=EK_{0}\cdot (1+i(1-s))^{n}=5000\cdot 1.025^{5}=5657}
Anmerkung: Natürlich sollte der Endwert der Opportunität ebenfalls mit einem VOFI berechnet werden (analog zum Endwert der Investition). Hier wurde er aus Gründen der Übersichtlichkeit „ungenau“ mit der klassischen formelorientierten Investitionsmethode berechnet.
Es ergibt sich:
{\displaystyle \Delta EW=10079-5657=4422}
Die Entscheidungsempfehlung lautet: Investiere, da {\displaystyle \Delta EW>0}.

### Pay-Off-Periode
Zur Ermittlung der Pay-Off-Periode stellt man den VOFI der Investition auf und den VOFI der Opportunität. Die Opportunität bezeichnet die Anlage des Eigenkapitals über die Laufzeit zu einem Kalkulationszinsfuß.
Dann vergleicht man die Bestandssalden der Perioden der beiden VOFIs miteinander. Die Pay-Off-Periode ist diejenige Periode, in der das Bestandssaldo der Investition erstmals größer oder gleich dem Bestandssaldo der Opportunität ist.
Die Pay-Off-Methode stellt nach gängiger Literaturmeinung kein sinnvolles Entscheidungskriterium dar, da sie nicht die Ertragskraft der Investition quantifiziert, sondern lediglich den Amortisationszeitpunkt der Investition angibt, was nur eine Zusatzinformation darstellt.
Eine weitere Vereinfachung dieses Ansatzes stellt die Payback-Methode dar, die auf die Berechnung der Barwerte verzichtet.

## Explikation der impliziten Prämissen der klassischen Investitionsrechnung

### Annuität
Die Annuität lässt sich als diejenige gleichmäßige Entnahme in {\displaystyle t=1} bis {\displaystyle t=n} interpretieren, bei der der Endwert des VOFI Null wird.

### Gewinnvergleichsrechnung
Das Ergebnis der Gewinnvergleichsrechnung ist diejenige Entnahme in den Perioden {\displaystyle t=1} bis {\displaystyle t=n}, bei der der Guthabenstand in der jeweiligen Periode und der Endwert des VOFI Null wird.
Das Ergebnis der Gewinnvergleichsrechnung für die mittlere Periode ist also der Guthabenstand in der mittleren Periode.

### Interner Zinsfuß
Der interne Zinsfuß ist derjenige gleichmäßige Zinsfuß, bei dem der Kapitalwert gleich Null ist.

### Kalkulationszinsfuß
Der Kalkulationszinsfuß kann anhand der exakt berechneten Sollzinsen und Ertragszinsen berechnet werden.

### Kapitalwert
Der Kapitalwert lässt sich als diejenige Entnahme in {\displaystyle t=0} interpretieren, bei der der zusätzliche Endwert des VOFI Null wird – oder anders formuliert: bei der der Endwert des VOFI mit dem Endwert der Opportunität übereinstimmt.

## Softwarewerkzeuge

### VOFI-Tabellenkalkulation
Standardwerkzeuge zur Berechnung und Präsentation von VOFIs stellen Tabellenkalkulationen dar.

### mdaVOFI (Model Driven Architecture für VOFI)
Es gibt ein Open-Source-Projekt zur Implementierung von VOFI mit dem Anwendungsentwicklungsansatz MDA (modellgetriebene Architektur).

## VOFI-Varianten
- Balanced-Scorecard VOFI (Zur Verbesserung der Balanced Scorecard)
- Stochastischer VOFI (Simulativer VOFI)
- VOFI zur Analyse von Zinsänderungswirkungen
- Fuzzy-VOFI
- LIVO (Liquiditätsplanung mit VOFI)
- Beteiligungs-VOFI für das Konzerncontrolling
- VOFI-Bewertungskalkül für mittelständische Unternehmen
- Existenzgründungs-VOFIgrob

- Supply-Chain-VOFI
- Immobilien-VOFI
- VOFI für Desinvestitionsentscheidungen
- TCO-VOFI (Behebt die Schwächen der herkömmlichen TCO-Analyse)
- InVOFI (Incentive VOFI)
- FIRE-VOFI (Finanzierungsrechnungs-VOFI)
- LKR-VOFI (Leistungs- und Kostenrechnungs-VOFI)